# 島谷幸宏
島谷 幸宏（しまたに ゆきひろ、1955年 - ）は、日本の環境工学者。博士（工学）（九州大学、1999年）。九州大学大学院教授。専門は河川工学、河川環境。
住民参加の川づくり、多自然型川づくり、トキの野生復帰、自然再生、川の風景デザイン、流域全体での治水、技術者の技術力向上などに取り組んでいる。

## 人物
- 山口県に生まれる。子供の時は父親の転勤のため、各地を移動、長崎県立長崎東高等学校卒業。
- 1978年九州大学卒業。
- 1980年九州大学大学院工学研究科修士課程修了、建設技官に採用され旧建設省（現国土交通省）入省。ただちに山梨県河川課に退職出向[2]。
- 1982年建設省土木研究所（現独立行政法人土木研究所） 研究員。
- 1993-2001年 建設省土木研究所（現独立行政法人土木研究所） 河川環境研究室 室長。
- 2001-2003年 国土交通省九州地方整備局武雄河川事務所 所長。
- 2003年- 九州大学大学院工学研究院環境都市部門 教授[3]。

日本湿地学会会長、応用生態工学会副会長、四万十流域圏学会副会長
国土交通省多自然川づくり研究会座長、九州地方整備局風景委員会委員長、東日本大震災の河川・海岸施設の復旧時の景観検討会座長、旧北上川かわまちづくり委員会委員長
関係した主な河川や活動は、宮崎県五ヶ瀬町の小水力発電をつかった町おこし、埼玉県黒目川、神奈川県境川、佐賀県松浦川 アザメの瀬湿地再生、嘉瀬川石井樋の復元，佐賀水みちマップ、鹿児島県川内川激特事業、福岡打ち水大作戦、福岡みずもり自慢、石巻堤防復興、北部九州豪雨復興など。

### 2015年佐賀県知事選挙
佐賀県の古川康知事の辞職に際して行われた選挙に無所属で出馬。オスプレイの配備と玄海原発の再稼働に反対する立場を示し、元滋賀県知事の嘉田由紀子から支持を受けた。32844票を獲得するも落選、知事には山口祥義が当選した。

## 著書

### 単著
- 『河川風景デザイン』（山海堂 1994.9）
- 『河川環境の保全と復元―多自然型川づくりの実際』（鹿島出版会 2000.3）
- 『楽しく学ぶ川の学校〈10〉豊かな川をめざして』（学習研究社 2002.3）

### 共著
- 『水辺空間の魅力と創造』（鹿島出版会 1987.12）
- 『エコテクノロジーによる河川・湖沼の水質浄化―持続的な水環境の保全と再生』（ソフトサイエンス社 2003.10）
- 『私たちの「いい川・いい川づくり」最前線―全国「川の日」ワークショップからの贈りもの』（学芸出版社 2004.7）
- 『未来を拓く人文・社会科学〈12〉日本文化の空間学』（東信堂 2008.09）
- 『図説 日本の河川』（朝倉書店 2010.2）
- 『風景の思想』（学芸出版社 2012.6）
- 『シリーズ地域の再生〈13〉コミュニティ・エネルギー―小水力発電、森林バイオマスを中心に』（農山漁村文化協会 2013.3）